# Рудка (Недригайлівський район)
Ру́дка — колишнє село в Україні, у Недригайлівському районі Сумської області. Підпорядковувалось Вільшанській сільській раді.
1988 року в селі проживало 320 людей. 1989 року приєднане до села Вільшана.

## Географічне розташування
Село знаходиться на правому березі річки Сула. Вище по течії за 0,5 км знаходиться село Реви, нижче по течії — Вільшана. Через село проходить автошлях Н07.

## З історії
Поблизу Рудки знайдено кам'яні знаряддя праці епохи бронзи та скіфське поселення.